# Walter Zenga
Walter Zenga (* 28. duben 1960 Milán, Itálie) je bývalý italský fotbalový brankář. V současnosti působí jako trenér.
Klubovou kariéru prožil 12 let v Interu se kterým vyhrál čtyři trofeje a to titul v lize (1988/89), italský superpohár (1989) a dva poháry UEFA (1990/91, 1993/94).
S reprezentací byl na dvou šampionátech MS (1986, 1990), jednou na ME (1988) i na OH (1984).
IFFHS jej v roce 1999 vyhlásila 20. nejlepším brankářem 20. století. Roku 1990 jej UEFA vyhlásila brankářem roku, IFFHS jej brankářem roku vyhlásila třikrát (1989, 1990, 1991). Také byl na 17. a 12. místě v anketě o Zlatý míč v letech 1988 a 1990. V roce 2018 byl jako první brankář uveden do síně slávy v Interu.
Trenérskou kariéru zahájil v roce 1998. Největších úspěchů dosáhl na lavičce Steaui Bukurešť (mistr ligy 2004/05) a CZ Bělehrad (mistr ligy a vítěz poháru 2005/06).

## Fotbalová kariéra

### Začátky
Již od roku 1971 byl hráčem Inter v mládežnických kategorií. Ve věku 18 let v roce 1978 odešel na první hostování do třetiligové Salernitany. Poté působil ještě na dalších hostování v klubech Savona a Sambenedettese. Tady byl dva roky a přispěl v sezoně 1980/81 k postupu do druhé ligy.

### Inter
Do Interu se vrátil na sezonu 1982/83. Ve své první sezoně byl náhradníkem Bordona. Po sezoně konkurent skončil a Walter se stává až do roku 1994 neotřesitelnou jedničkou. Prvním velkým úspěchem byl v sezoně 1988/89 když získal titul a Italský superpohár. V sezonách 1990/91 a 1993/94 získal pohár UEFA. Za Nerazzurri hrál 12 let a nastoupil celkem do 473 utkání při niž inkasoval 426 branek.

### Sampdoria, Padova a New England
Dne 22. července 1994 byl vyměněn do Sampdorie za Pagliucu. V prvním roce odchytal všechna utkání v lize a pomohl klubu se dostat do semifinále v poháru PVP. V následující sezoně jej provázela zranění a nastoupil jen do 7 zápasů. Po sezoně s ním klub již nepočítal a tak odchází do druholigové Padovy. Zde zůstal jednu sezonu a ještě v sezoně 1996/97 odešel do amerického klubu N.E. Revolution. Poté 16. ledna 1998 ukončil fotbalovou kariéru. Tu si ještě potom obnovil, protože se stal trenérem a on sám se v roce 1999 postavil do branky na 25 utkání. Poslední zápas odehrál 2. října 1999.

## Hráčská statistika
| Sezóna  | Klub            | Liga     | Liga   | Liga       | Ligové poháry | Ligové poháry | Ligové poháry | Kontinentální poháry | Kontinentální poháry | Kontinentální poháry | Celkem | Celkem |
| Sezóna  | Klub            | Soutěž   | Zápasy | Obdr. Góly | Soutěž        | Zápasy        | Góly          | Soutěž               | Zápasy               | Góly                 | Zápasy | Góly   |
| ------- | --------------- | -------- | ------ | ---------- | ------------- | ------------- | ------------- | -------------------- | -------------------- | -------------------- | ------ | ------ |
| 1978/79 | Salernitana     | Serie C1 | 3      | -6         | -             | 0             | -0            | -                    | 0                    | -0                   | 3      | -6     |
| 1979/80 | Savona          | Serie C2 | 23     | -19        | -             | 0             | -0            | -                    | 0                    | -0                   | 23     | -19    |
| 1980/81 | Sambenedettese  | Serie C1 | 33     | -19        | -             | 0             | -0            | -                    | 0                    | -0                   | 33     | -19    |
| 1981/82 | Sambenedettese  | Serie B  | 34     | -26        | IP            | 4             | -5            | -                    | 0                    | -0                   | 38     | -31    |
| 1982/83 | Inter           | Serie A  | 0      | -0         | IP            | 5             | -5            | PVP                  | 0                    | -0                   | 5      | -5     |
| 1983/84 | Inter           | Serie A  | 30     | -23        | IP            | 5             | -6            | UEFA                 | 6                    | -7                   | 41     | -36    |
| 1984/85 | Inter           | Serie A  | 25     | -23        | IP            | 10            | -8            | UEFA                 | 8                    | -8                   | 43     | -39    |
| 1985/86 | Inter           | Serie A  | 30     | -33        | IP            | 4             | -4            | UEFA                 | 10                   | -11                  | 44     | -48    |
| 1986/87 | Inter           | Serie A  | 29     | -16        | IP            | 9             | -7            | UEFA                 | 8                    | -4                   | 46     | -27    |
| 1987/88 | Inter           | Serie A  | 26     | -31        | IP            | 11            | -8            | UEFA                 | 6                    | -4                   | 43     | -43    |
| 1988/89 | Inter           | Serie A  | 33     | -19        | IP            | 5             | -7            | UEFA                 | 5                    | -5                   | 43     | -31    |
| 1989/90 | Inter           | Serie A  | 31     | -26        | IP+IS         | 4+1           | -3+ -0        | PMEZ                 | 2                    | -2                   | 38     | -31    |
| 1990/91 | Inter           | Serie A  | 32     | -27        | IP            | 4             | -3            | UEFA                 | 12                   | -7                   | 48     | -37    |
| 1991/92 | Inter           | Serie A  | 31     | -27        | IP            | 6             | -8            | UEFA                 | 2                    | -2                   | 39     | -37    |
| 1992/93 | Inter           | Serie A  | 29     | -26        | IP            | 5             | -8            | -                    | 0                    | -0                   | 34     | -34    |
| 1993/94 | Inter           | Serie A  | 32     | -43        | IP            | 5             | -5            | UEFA                 | 12                   | -10                  | 49     | -58    |
| 1994/95 | Sampdoria       | Serie A  | 34     | -37        | IP+IS         | 4+1           | -6+ -1        | PVP                  | 8                    | -12                  | 47     | -56    |
| 1995/96 | Sampdoria       | Serie A  | 7      | -6         | IP            | 0             | -0            | -                    | 0                    | -0                   | 7      | -6     |
| 1996/97 | Padova          | Serie B  | 21     | -20        | IP            | 1             | -1            | -                    | 0                    | -0                   | 22     | -21    |
| 1997    | N.E. Revolution | MLS      | 22     | -28        | -             | 0             | -0            | -                    | 0                    | -0                   | 22     | -28    |
| 1998    | N.E. Revolution | MLS      | 0      | -0         | -             | 0             | -0            | -                    | 0                    | -0                   | 0      | -0     |
| 1999    | N.E. Revolution | MLS      | 25     | -45        | -             | 0             | -0            | -                    | 0                    | -0                   | 25     | -45    |
| Celkem  | Celkem          | Celkem   | 530    | -500       | -             | 84            | -85           | -                    | 79                   | -72                  | 693    | -657   |

## Reprezentační kariéra
Za reprezentaci odehrál 58 utkání a inkasoval 21 branek. Byl již povolán na OH 1984, kde odchytal jedno utkání. Byl nominován na MS 1986, ale první utkání za národní tým odehrál 8. října 1986 proti Řecku (2:0). A od této chvíle se stal do roku 1992 jedničkou a dokonce chyběl jen ve dvou utkání. Byl na ME 1988, kde získal bronz. A také na domácím šampionátu MS 1990 nechyběl a nastoupil do všech zápasů a získal bronzovou medaili. Během tohoto turnaje zůstal neporažen 517 minut v řadě, což je absolutní rekord mistrovství světa. Na konci roku 1991, když národní tým nepostoupil na ME 1992, byl ohlášen nový trenér Arrigo Sacchi a ten preferoval jiné brankaře. A tak jeho poslední utkání bylo 4. června 1992 proti Irsku (2:0).

### Statistika na velkých turnajích
| Reprezentace | Rok     | Zápasy                      | Zápasy | Zápasy    | Zápasy           | Zápasy           | Zápasy            |
| Reprezentace | Rok     | Fáze turnaje                | Datum  | Soupeř    | Odehraných minut | Vstřelené branky | Výsledek          |
| ------------ | ------- | --------------------------- | ------ | --------- | ---------------- | ---------------- | ----------------- |
| Itálie       | OH 1984 | 3 zápas ve skupině          | 2. 8.  | Kostarika | 90               | 0                | 0:1               |
| Itálie       | MS 1986 | Neodehrál žádné ze 4 utkání |        |           |                  |                  |                   |
| Itálie       | ME 1988 | 1 zápas ve skupině          | 10. 6. | NSR       | 90               | 0                | 1:1               |
| Itálie       | ME 1988 | 2 zápas ve skupině          | 14. 6. | Španělsko | 90               | 0                | 1:0               |
| Itálie       | ME 1988 | 3 zápas ve skupině          | 17. 6. | Dánsko    | 90               | 0                | 2:0               |
| Itálie       | ME 1988 | Semifinále                  | 22. 6. | SSSR      | 90               | 0                | 0:2               |
| Itálie       | 1990    | 1 zápas ve skupině          | 9. 6.  | Rakousko  | 90               | 0                | 1:0               |
| Itálie       | 1990    | 2 zápas ve skupině          | 14. 6. | USA       | 90               | 0                | 1:0               |
| Itálie       | 1990    | 3 zápas ve skupině          | 19. 6. | ČSSR      | 90               | 0                | 2:0               |
| Itálie       | 1990    | Osmifinále                  | 25. 6. | Uruguay   | 90               | 0                | 2:0               |
| Itálie       | 1990    | Čtvrtfinále                 | 30. 6. | Irsko     | 90               | 0                | 1:0               |
| Itálie       | 1990    | Semifinále                  | 3. 7.  | Argentina | 120              | 0                | 1:1 (3:4) na pen. |
| Itálie       | 1990    | O 3. místo                  | 7. 7.  | Anglie    | 90               | 0                | 2:1               |

## Trenérská kariéra
Jeho trenérská kariéra je zatím 20letá a už odtrénoval 19 klubů. Nejprve byl u N.E. Revolution. Působil zde do října 1999.
Dne 31. října 2000 se vrátil do Evropy a byl jmenován manažerem nově založeného Brera FC v nižší lize. Vydržel zde do ledna 2001. V roce 2002 byl jmenován trenérem rumenského klubu Bukurešť se kterým došel do finále domácího poháru. V roce 2004 vzal místo ve
Steaui. I když vyhrál v sezoně 2004/05 ligu, byl propuštěn. Dalším klubem byl srbský klub Crvena zvezda. Vyhrál ligu, díky tomu že poprvé v srbském fotbale vyhrál všechny domácí zápasy. Vyhrál také národní pohár, ale na konci sezony rezignoval na svou funkci.
Poté byl krátce v tureckém Gaziantepspor, emirátském Al Ajn FC i v rumunském Dinamu. Od roku 2008 působil rok a půl v Itálii (Catania a Palermo). Poté se opět rozhodl pro angažmá v Arábii, když v letech 2010 až 2014 vedl tři různé kluby (An-Nassr, Al Nasr a Al Jazira). Sezonu 2015/16 začal v Sampdorii, ale po 12 utkání v lize byl propuštěn. Další štace byli opět emirátský klub Al Shaab, poté anglický Wolverhampton a italské kluby Crotone a Benátkami. Sezonu 2019/20 dotrénoval v Cagliari.

## Hráčské úspěchy

### Klubové
- 1× vítěz italské ligy (1988/89)
- 1× vítěz italského superpoháru (1989)
- 2× vítěz poháru UEFA (1990/91, 1993/94)

### Reprezentační
- 2× na MS (1986, 1990 - bronz)
- 1× na ME (1988)
- 1× na ME U21 (1986)
- 1× na OH (1984)

### Individuální
- 3x nejlepší brankář podle IFFHS (1989, 1990, 1991)
- 1x vítěz ankety Guerin d'oro (1986/87)

## Trenérské úspěchy

### Klubové
- 1× vítěz rumunské ligy (2004/05)
- 1× vítěz srbsko a černohorské ligy (2005/06)
- 1× vítěz poháru Srbska a Černé Hory (2005/06)

### Vyznamenání
Řád zásluh o Italskou republiku (1991)